# The Red Shoes (álbum)
The Red Shoes es el séptimo álbum de estudio de la cantante inglesa Kate Bush. Publicados el 2 de noviembre de 1993, estuvo acompañado por el cortometraje de Bush, The Line, the Cross and the Curve, y fue su último álbum antes de una pausa de 12 años. El álbum alcanzó el puesto #2 en la lista de álbumes del Reino Unido y ha sido certificado con un disco de platino por la Industria Fonográfica Británica, lo que indica envíos que superan las 300.000 copias. En los Estados Unidos, el álbum alcanzó el puesto #28 en el Billboard 200, su álbum más alto en la lista en ese momento.

## Lista de canciones
Todas las canciones escritas y compuestas por Kate Bush. 
| Lista de canciones de The Red Shoes |                              |          |  |
| N.º                                 | Título                       | Duración |  |
| 1.                                  | «Rubberband Girl»            | 4:44     |  |
| 2.                                  | «And So Is Love»             | 4:20     |  |
| 3.                                  | «Eat the Music»              | 4:53     |  |
| 4.                                  | «Moments of Pleasure»        | 5:19     |  |
| 5.                                  | «The Song of Solomon»        | 4:27     |  |
| 6.                                  | «Lily»                       | 3:54     |  |
| 7.                                  | «The Red Shoes»              | 4:03     |  |
| 8.                                  | «Top of the City»            | 4:14     |  |
| 9.                                  | «Constellation of the Heart» | 4:47     |  |
| 10.                                 | «Big Stripey Lie»            | 3:29     |  |
| 11.                                 | «Why Should I Love You?»     | 5:03     |  |
| 12.                                 | «You're the One»             | 5:52     |  |

## Posicionamiento

### Gráfica semanal
| Gráfica (1993)                      | Pico de posición |
| ----------------------------------- | ---------------- |
| Alemania (Offizielle Top 100)       | 18               |
| Australia (ARIA Charts)             | 17               |
| Austria (Ö3 Austria Top 40)         | 34               |
| Canadá (RPM Top Albums/CDs)         | 13               |
| Dinamarca (Hitlisten)               | 8                |
| Estados Unidos (Billboard 200)      | 28               |
| Europa (Music & Media)              | 6                |
| Finlandia (Suomen virallinen lista) | 4                |
| Francia (IFOP)                      | 14               |
| Irlanda (Irish Albums Chart)        | 10               |
| Japón (Oricon Albums Chart)         | 24               |
| Nueva Zelanda (Recorded Music NZ)   | 30               |
| Países Bajos (Album Top 100)        | 23               |
| Reino Unido (UK Albums Chart)       | 2                |
| Suecia (Sverigetopplistan)          | 16               |
| Suiza (Schweizer Hitparade)         | 26               |

| Gráfica (2014)                | Pico de posición |
| ----------------------------- | ---------------- |
| Reino Unido (UK Albums Chart) | 49               |

| Gráfica (2022)                        | Pico de posición |
| ------------------------------------- | ---------------- |
| Reino Unido (UK Digital Albums Chart) | 91               |

### Gráfica de fin de año
| Gráfica (1993)                | Pico de posición |
| ----------------------------- | ---------------- |
| Canadá (RPM Top Albums/CDs)   | 77               |
| Reino Unido (UK Albums Chart) | 32               |

## Certificaciones y ventas
| País                  | Certificación | Ventas  |
| --------------------- | ------------- | ------- |
| Canadá (Music Canada) | Oro           | 50,000  |
| Estados Unidos (RIAA) | —             | 298,000 |
| Japón (RIAJ)          | —             | 25,510  |
| Reino Unido (BPI)     | Platino       | 300,000 |